# Europäischer Feuerwaffenpass
Der Europäische Feuerwaffenpass berechtigt nach der Waffenrichtlinie der Europäischen Union (91/477/EWG), Schusswaffen in einen anderen Mitgliedstaat der Europäischen Union (EU) bzw. des Schengener Abkommens mitzunehmen, jedoch nicht, sie zu erwerben oder zu besitzen.
In Deutschland bildet die Grundlage für die Ausstellung der § 32 Abs. 6 des Waffengesetzes (WaffG). Ausgestellt wird der Pass von der jeweils zuständigen Waffenbehörde in den Landkreisen.
In Österreich wird er von der Bezirksverwaltungsbehörde ausgestellt.
Zusätzlich muss die Ein- bzw. Durchfuhr von Waffen von der Behörde des anderen Mitgliedstaates der EU bewilligt werden. Für Sportschützen, Jäger und Brauchtumsschützen wurden hierbei Ausnahmen genehmigt. Sie dürfen mitnehmen:
- Jäger: bis zu drei Langwaffen und die dafür bestimmte Munition zum Zweck der Jagd,
- Sportschützen: bis zu sechs Sportwaffen und die dafür bestimmte Munition zum Zweck des Schießsports,
- Brauchtumsschützen: bis zu drei Einzellader- oder Repetier-Langwaffen und die dafür bestimmte Munition zur Teilnahme an einer Brauchtumsveranstaltung.

Hinweis: Für den Erwerb und den Besitz von Schusswaffen der Kategorie B wird eine Waffenbesitzkarte und zum Führen zusätzlich in Deutschland ein Waffenschein bzw. in Österreich ein Waffenpass benötigt.
Der Europäische Feuerwaffenpass gilt 5 Jahre. Sind nur Einzellader-Langwaffen mit glattem Lauf oder mit glatten Läufen eingetragen sind, beträgt sie zehn Jahre. Die Geltungsdauer kann zweimal um jeweils fünf Jahre verlängert werden. § 9 Abs. 1 und 2 und § 37 Abs. 2 des Waffengesetzes gelten entsprechend.